# Brusvily
Brusvily (bret. Bruzivili) – miejscowość i gmina we Francji, w regionie Bretania, w departamencie Côtes-d’Armor.
Według danych na rok 1990 gminę zamieszkiwały 794 osoby, a gęstość zaludnienia wynosiła 67 osób/km² (wśród 1269 gmin Bretanii Brusvily plasuje się na 669. miejscu pod względem liczby ludności, natomiast pod względem powierzchni na miejscu 771.).